# Figli di Maria Immacolata
I Figli di Maria Immacolata (in latino Congregatio Filiorum Mariae Immaculatae) sono un istituto religioso maschile di diritto pontificio: i membri di questa congregazione clericale, detti comunemente Pavoniani, pospongono al loro nome la sigla F.M.I.

## Storia
La congregazione deriva dall'Istituto di San Barnaba, sorto a Brescia tra il 1818 e il 1821 a opera di Lodovico Pavoni (1784-1849) per il "ricovero educativo della fanciullezza abbandonata".
L'opera, un "collegio d'arti", forniva assistenza, educazione morale e formazione professionale ai giovani senza famiglia o trascurati dai genitori: i laboratori dell'istituto offrivano ai ragazzi la possibilità di ottenere qualifiche professionali in undici campi, e nel 1842 l'opera estese la sua attività anche all'educazione dei sordomuti e poi alla formazione dei figli dei contadini (colonia agricola di Saiano).
Tra le undici specializzazioni in cui gli "artigianelli" erano istruiti spiccava l'arte tipografica (quella fondata nel 1821 presso l'Istituto San Barnaba fu la prima scuola grafica in Italia): ciò consentì a Pavoni di innestare nella sua opera anche l'attività editoriale che nel 1939 porterà alla nascita della casa editrice Àncora.
Il modello del collegio-laboratorio ideato da Pavoni ebbe un grande successo e venne riproposto da altri sacerdoti: Giuseppe Benedetto Cottolengo lo introdusse nell'orfanotrofio della piccola casa della Divina Provvidenza, don Giovanni Bosco nell'oratorio di Valdocco, Giovanni Cocchi e Leonardo Murialdo nel Collegio Artigianelli di Torino.
Per la gestione dell'opera Pavoni organizzò una comunità di educatori e nel 1831 diede loro un'organizzazione religiosa e delle regole approvate da Gabrio Maria Nava, vescovo di Brescia. Il programma della nuova congregazione venne sottoposto dal cardinale Angelo Mai all'esame della congregazione per i Vescovi e i Regolari, che il 31 marzo 1843 concesse all'istituto di Pavoni il decreto di lode sancito lo stesso giorno da papa Gregorio XVI.
La congregazione dei Figli di Maria Immacolata venne eretta l'11 agosto 1847 da monsignor Ferdinando Luchi, vicario capitolare di Brescia (la sede vescovile era vacante) e l'8 dicembre successivo i primi religiosi emisero la professione dei voti nelle mani del fondatore, dando pienamente inizio alla congregazione.
Questa si diffuse presto a Brescia e nel Veneto: le leggi sabaude del luglio 1866 soppressero l'istituto bresciano e ne confiscarono i beni; i religiosi veneti trasferirono la loro opera in Trentino, dove riuscirono a riorganizzare la congregazione e a reintrodurla anche in Lombardia.
La Santa Sede approvò la congregazione il 24 settembre 1882 e le sue costituzioni nel 1897.

## Attività e diffusione
I pavoniani svolgono un'attività essenzialmente educativa, soprattutto a favore di ragazzi disadattati, dei tossicodipendenti, dei figli degli emigrati, degli audiolesi.
Sono presenti in Europa (Italia, Spagna), nelle Americhe (Brasile, Colombia, Messico) e in Eritrea; la sede generalizia è a Roma.
Alla fine del 2008 la congregazione contava 34 case e 208 religiosi, 107 dei quali sacerdoti.